# John Calcraft le Jeune
John Calcraft le Jeune (16 octobre 1765 - 11 septembre 1831), de Rempstone dans le Dorset et d'Ingress dans le Kent, est un propriétaire britannique et membre du Parlement.

## Biographie
Il est le fils illégitime et le principal héritier de John Calcraft l'aîné, un homme politique qui a fait fortune comme fournisseur de l'armée. Il hérite des biens de son père alors qu'il est encore enfant. La propriété comprend le contrôle de l’arrondissement de Wareham dans le Dorset et, bien que qu'il manque trois mois avant qu’il atteigne sa majorité, il y est élu député en 1786. Il n’est pas enregistré comme ayant parlé à la Chambre lors de son premier mandat et ne se représente pas en 1790. Il est réélu ensuite à la Chambre, représentant à nouveau Wareham (1800-1806 et 1818-1831), Rochester (1806-1818) et le Dorset (1831).
De 1800 à 1828, il est whig et sert brièvement comme commis à la guerre (1806–1807) lorsque le parti prend le pouvoir sous Lord Grenville. Cependant, en 1828, il accepte le poste de payeur des forces dans l'administration conservatrice du duc de Wellington et est admis au Conseil privé. Il rompt avec les conservateurs au sujet de la réforme parlementaire et retourne chez les whigs en mars 1831, votant pour la réforme parlementaire. Il est élu député réformateur du comté lors des élections qui suivent, peu après, mais convaincu que les deux côtés de la Chambre des communes le méprisent, il devient mentalement instable et se suicide plus tard la même année.
Il épouse Elizabeth Hales, fille de Thomas Hales (4e baronnet), en 1790, et ils ont cinq enfants survivants. Ses deux fils, John Hales Calcraft et Granby Calcraft, sont tous deux devenus députés de Wareham.